# PGC 2530
LEDA/PGC 2530, auch UGC 447, ist eine Spiralgalaxie vom Hubble-Typ S im Sternbild Fische am Nordsternhimmel.